# Wihtburh
Wihtburh, Wihtburg ou Withburga est une religieuse anglo-saxonne. Fondatrice d'un couvent à Dereham, dans le Norfolk, elle est considérée comme sainte et fêtée le 17 mars.

## Biographie
D'après les textes de la « légende royale kentique », Wihtburh est la plus jeune fille du roi des Angles de l'Est Anna. Le Liber Eliensis rapporte qu'elle devient religieuse et fonde le couvent de Dereham, dans le Norfolk, après la mort de son père au combat, en 653 ou 654. La Chronique anglo-saxonne indique qu'en 798, son corps est exhumé et ne présente aucun signe de décomposition, cinquante-cinq ans après sa mort qui aurait donc eu lieu en 743.
Cependant, il semble peu plausible qu'une fille d'Anna ait pu mourir aussi tardivement. En outre, Bède le Vénérable ne mentionne pas Wihtburh dans son Histoire ecclésiastique du peuple anglais, contrairement aux autres filles d'Anna qui sont devenues religieuses : Seaxburh, Æthelthryth et Æthelburh. L'ascendance exacte de Wihtburh est donc considérée comme incertaine par les historiens modernes.
En 974, les moines de l'abbaye d'Ely attaquent l'église de Dereham et volent les reliques de Wihtburh pour les ramener dans leur monastère. Il est possible qu'ils aient inventé l'ascendance de Wihtburh pour des raisons de prestige, afin de la lier à Seaxburh et Æthelthryth, les premières abbesses de leur propre communauté. En 1106, ses reliques sont transférées dans un nouveau sanctuaire, avec celles de ses prétendues sœurs, au sein de la cathédrale d'Ely. Elles y restent jusqu'à la Réforme.

## Références

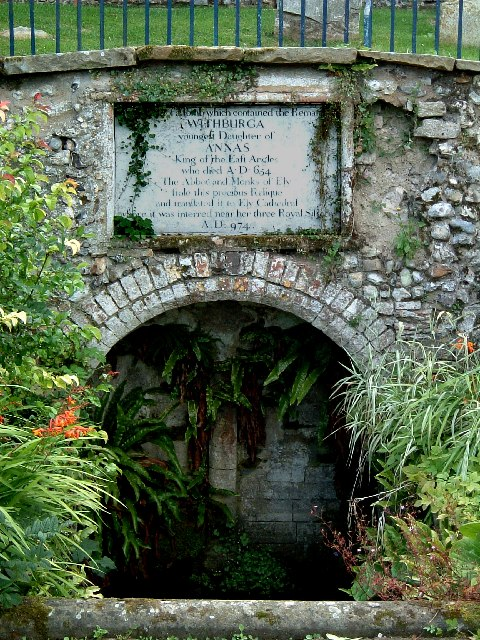
La tombe de Wihtburh à Dereham.